# Biomphalaria havanensis
Biomphalaria havanensis е вид коремоного от семейство Planorbidae. Видът не е застрашен от изчезване.

## Разпространение
Разпространен е в Ангуила, Антигуа и Барбуда, Барбадос, Белиз, Британски Вирджински острови, Венецуела, Гваделупа, Гватемала, Гренада, Доминика, Доминиканска република, Коста Рика, Куба, Мартиника, Мексико, Монсерат, Никарагуа, Панама, Пуерто Рико, Салвадор, САЩ (Аризона, Луизиана, Тексас и Флорида), Сейнт Китс и Невис, Сейнт Лусия, Хондурас и Ямайка.